# Cova de Neptú
La cova de Neptú (en italià: Grotta di Nettuno) és de formació càrstica a 24 km de la ciutat de l'Alguer, al vessant nord-oest de la península del cap de la Caça, a l'illa de Sardenya.

## Descripció
La longitud total de la cova és d'aproximadament quatre km, però només uns pocs centenars de metres estan oberts al públic. A l'interior, hi ha importants estalactites i estalagmites, i un llac d'aigua salada d'uns 120 metres de longitud, que, alimentat amb un sifó per aigua del mar, manté el mateix nivell de les aigües del Mediterrani. Aquest fet provoca que, en cas de crescuda de les aigües quan hi ha marea alta, l'accés per via marítima estigui tancat. La cova va ser habitada per la foca monjo, avui desapareguda en aquesta zona del Mediterrani.
No se sap quan exactament va ser descoberta. Podria haver sigut un pescador algueresès al segle xviii i però altres fonts diuen que és impossible que els romans, establerts al Portus Nymphaeus, l'actual port del Comte, no l'haurien trobat. La cova rep el nom de la divinitat romana del mar, Neptú.

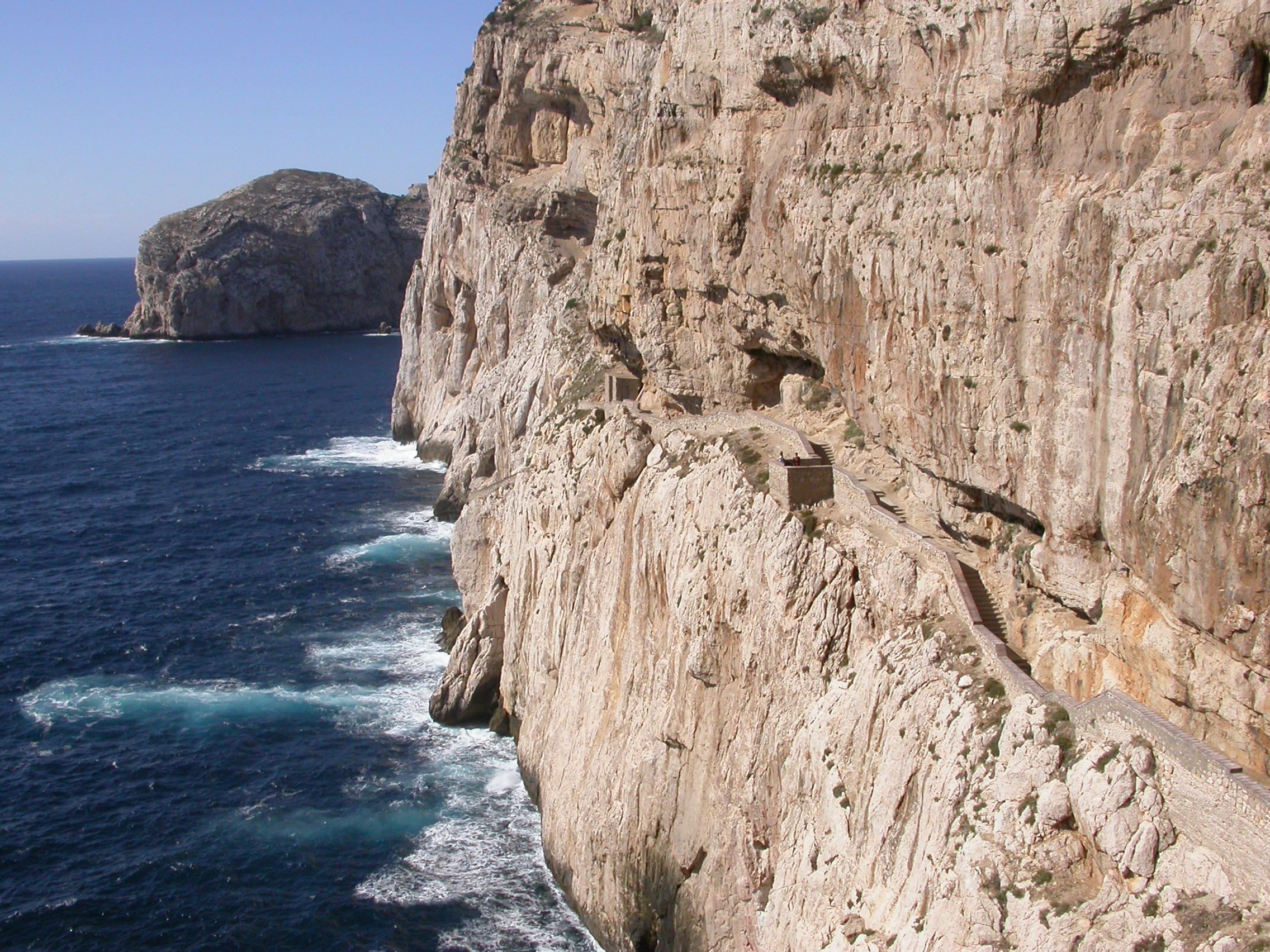
L'esgala del Cabirol al penja-segat

Atesa la particular localització de l'entrada de la cova, només s'hi pot accedir si les condicions meteorològiques són favorables. S'hi pot accedir per una ecala de 652 graons que serpenteja al llarg de la paret del massís del cap de la Caça, coneguda com les escales del Cabirol. Aquesta escala va ser estrenada el 1959. L'altra possibilitat és la via marítima, partint des del port de l'Alguer o del moll de la Dragunara al port del Comte; aquesta opció és especialment recomanable per a visitar la costa i per a evitar fer els graons de l'escala del Cabirol, una tasca difícil, especialment per pujar al retorn.